# Uprooted
Uprooted е единственият албум на групата Абсънт Елемент, която включва вокалиста и композитора Крис Дотри. Песните „Conviction“ и „Breakdown“ са комбинирани и записани отново като „Breakdown“ за едноименния дебютен албум Daughtry през 2006 година.

## Песни
1. Breakdown 4:18
2. Conviction 5:30
3. Weaker Side 5:05
4. So I Lie Awake 5:09
5. Seven4 3:36
6. Let Me In 4:04
7. Keep Me Close 4:06

## Членове на групата
- Крис Дотри – вокалист
- Марк Пери – китара
- Райън Андрюс – бас китара
- Скот Крауфорд – барабани